# Hudson 112
La 112 è un'autovettura prodotta dalla Hudson dal 1938 al 1939. Il nome del modello derivò dal passo, che era di 112 pollici, cioè 2.845 mm. Era offerta in due livelli di allestimento, Standard e DeLuxe. Negli anni in cui fu in commercio, la 112 era il modello più economico della gamma Hudson.

## Storia

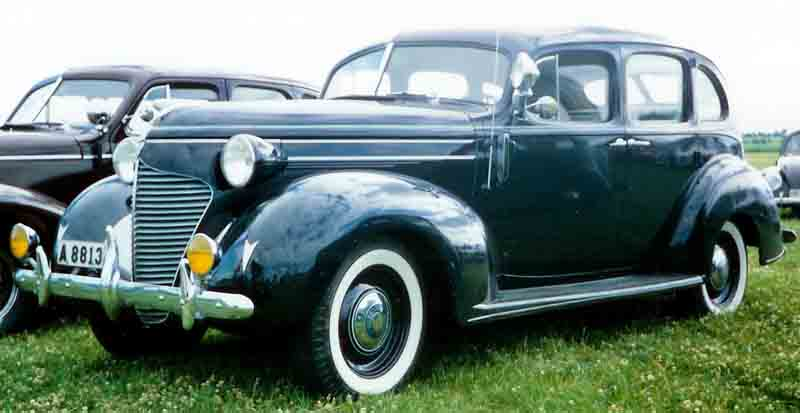
Una Hudson 112 del 1939

Il telaio fu disponibile in una sola versione, che aveva un passo 2.845 mm. Il motore installato era un sei cilindri in linea a valvole laterali da 2.868 cm³ di cilindrata avente un alesaggio di 76,2 mm e una corsa di 104,8 mm, che erogava 86 CV di potenza. La frizione era monodisco a umido, mentre il cambio era a tre rapporti. La trazione era posteriore. I freni erano idraulici sulle quattro ruote. Il cambio automatico era offerto come optional.
Le differenze tra le due versioni erano nell'allestimento. La Standard aveva il cruscotto e le parti metalliche interne dell'abitacolo che erano verniciate, mentre quelli della DeLuxe erano in noce. Inoltre, quest'ultima possedeva tessuti più costosi. Un esemplare di 112 fu utilizzato come safety car alla 500 Miglia di Indianapolis.
La 112 uscì di produzione nel 1939 venendo sostituita dalla DeLuxe Six e dalla Traveller Six.